# Chaetodon trifascialis
Chaetodon trifascialis is een straalvinnige vissensoort uit de familie van koraalvlinders (Chaetodontidae). De wetenschappelijke naam van de soort is voor het eerst geldig gepubliceerd in 1825 door Jean René Constant Quoy en Paul Gaimard. De soort werd ontdekt in de koraalriffen bij Guam op de expeditie van de Franse korvetten l'Uranie en la Physicienne van 1817-1820.
De soort staat op de Rode Lijst van de IUCN als Gevoelig, beoordelingsjaar 2009. De omvang van de populatie is volgens de IUCN dalend.